# یزید مراکش
یزید مراکش (عربی: الْيَزِيدُ بْن مُحَمَّدٍ؛ ۱۷۵۰ – ۲۳ فوریه ۱۷۹۲) سلطان علویان مراکش از سال ۱۷۹۰ تا ۱۷۹۲ بود.